# Antônio Pires de Campos
Antônio Pires de Campos foi um bandeirante paulista, casado com Sebastiana Leite da Silva, que adentrou as terras de Mato Grosso no século XVIII à caça de índios para vender como escravos em São Paulo.

## Descrição das tribos indígenas
Tendo adentrado o sertão de Mato Grosso várias vezes, Pires de Campos era exímio conhecedor da região, tendo realizado um relato minucioso sobre as várias nações indígenas, bem como seus usos e costumes, que habitavam todo o percurso dos rios Grande até Cuiabá.

## Filhos
Teve 4 filhos, a saber:
- Manoel de Campos Bicudo
- Coronel Antonio Pires de Campos
- Salvador Jorge Pires
- Luiza Leme